# Desa Sukajadi (administrativ by i Indonesien, Jawa Barat, lat -6,97, long 108,21)
Desa Sukajadi är en administrativ by i Indonesien.   Den ligger i provinsen Jawa Barat, i den västra delen av landet, 170 km sydost om huvudstaden Jakarta.